# Падеш (Горж)
Падеш (рум. Padeş) насеље је у Румунији у округу Горж у општини Падеш. Oпштина се налази на надморској висини од 274 m.

## Становништво
Према подацима из 2002. године у насељу је живело 5160 становника, од којих су сви румунске националности.

### Хронологија
| Година       | 1992 | 1993 | 1994 | 1995 | 1996 | 1997 | 1998 | 1999 | 2000 | 2001 | 2002 | 2003 | 2004 | 2005 | 2006 | 2007 | 2008 | 2009 | 2010 | 2011 | 2012 | 2013 | 2014 | 2015 | 2016 | 2017 |
| ------------ | ---- | ---- | ---- | ---- | ---- | ---- | ---- | ---- | ---- | ---- | ---- | ---- | ---- | ---- | ---- | ---- | ---- | ---- | ---- | ---- | ---- | ---- | ---- | ---- | ---- | ---- |
| Становништво | 5216 | 5195 | 5169 | 5168 | 5159 | 5187 | 5173 | 5215 | 5256 | 5240 | 5225 | 5220 | 5204 | 5162 | 5162 | 5114 | 5094 | 5049 | 5008 | 4953 | 4948 | 4926 | 4939 | 4938 | 4926 | 4890 |